# 酷玩樂團
酷玩樂團（英語：Coldplay）是成立於1997年，來自英國英格蘭倫敦的另類搖滾樂團。團員包括克里斯·馬汀（主唱、鍵盤、吉他）、強尼·邦藍（主奏吉他）、蓋·貝瑞曼（貝斯吉他）及威爾·查恩（鼓、合音、其他樂器）。樂團最早成形於馬汀與邦藍就讀於倫敦大學學院時期。馬汀與邦藍組成了Pectoralz樂團之後，貝瑞曼加入樂團作為貝斯手，他們更名為海星樂團。查恩是最後一個加入樂團的成員，當查恩加入了樂團之後，他們把樂團的名字改為酷玩樂團。他們的前經理人菲爾·哈維通常都被當作為樂團第五個（非官方）成員。
酷玩樂團的早期作品常被與電台司令、U2、傑夫·巴克利及崔維斯相提並論。2000年，他們以單曲《黃色》漸獲關注，隨後發行首張專輯《降落傘》，初試啼聲便在國際間大放異彩，並以該專輯獲水星音樂獎提名。2002年，酷玩樂團以第二張專輯《玩過頭》，奪得NME雜誌年度最佳專輯獎等多項大獎。酷玩樂團接著在2005年發行《XY密碼》專輯，雖然反應不如上述作品熱烈，但仍普遍獲得正面評價。2008年，酷玩樂團與製作人布萊恩·伊諾，推出第四張專輯《玩酷人生》，廣受好評，勇奪葛萊美等多項大獎。2011年，他們繼續與布萊恩·伊諾合作，發行了第五張專輯《彩繪人生》，和之前的幾張專輯一樣取得了熱烈的反響。在全球，酷玩樂團已擁有超過1億張的專輯銷售量。在2014年5月16日，他們發行了第六張專輯《鬼故事》，成為遍及100多個國家iTunes Store的專輯榜榜首。
自發行了《降落傘》後，酷玩樂團的每張專輯作品皆來有自各方的影響，如《玩過頭》的回聲與兔人合唱團、凱特·布希、喬治·哈里森與謬思合唱團，《XY密碼》的強尼·凱許與發電廠樂團，以及《玩酷人生》的布勒合唱團、拱廊之火與我的血腥情人節合唱團。酷玩樂團在整個職業生涯贏得了多項音樂獎項,包括八個全英音樂獎、七個格萊美獎、五個MTV音樂錄影帶獎。酷玩樂隊的全球銷量已超過1億張,成為史上最暢銷的樂團之一。酷玩樂團同時也積極投身於社會與政治組織活動，如樂施會的貿易要公平活動及國際特赦組織等。酷玩樂團亦參與演出各式慈善活動中，如Band Aid 20、現場八方、青少年癌症籌款音樂會等。2019年11月，樂團主唱接受英國廣播公司專訪時表示將暫不舉辦世界巡迴演唱會，原因是會增加環境負擔，待一兩年後再檢討。

## 簡史

### 成立初期（1997年–1999年）
1996年9月，克里斯·马汀和强尼·邦蓝在伦敦大学学院的新生训练周相识。两人利用在大学的岁月筹划乐团，1997年，最终以“Pectoralz”为名顺利成立。他们的同学盖·贝瑞曼随后入团。1998年，乐团改名为“Starfish”，并应康登伦的音乐推动者之邀，开始在当地的俱乐部演出。马汀找了昔日的同校老友、在牛津大学研究古典文学的菲尔·哈维，担任乐团的经纪人。哈维在酷玩乐团的音乐历程中有不可忽视的重要性，因此至今被视为酷玩乐团的第五位成员。在威尔·查恩入团担任打击乐手后，乐团的阵容便就此确立。查恩擅长演奏钢琴、吉他、贝斯与爱尔兰哨笛；尽管没有演出经验，他仍在很短的时间内学会打鼓。乐团最终决定将团名定为“酷玩”，其源自于一名本地学生提姆·康普顿的建议，“酷玩”曾用作他乐团的团名。马汀曾于1997年结识古典文学系的学生提姆·莱斯-奥克斯利。一次二人偶然在维吉尼亚水上公园互邀对方以钢琴演奏了自己乐团的歌曲后，马汀对莱斯-奥克斯利大感赞赏，而邀请他担任酷玩乐团的键盘手，但莱斯-奥克斯利因已自组了乐团而婉拒。莱斯-奥克斯利所组的乐团便是日后的“基音乐团”，而这段小插曲不但决定了基音乐团阵容的形成，也使得酷玩乐团一直保持着现有阵容。
1998年，酷玩乐团发行了五百张《安全》EP，其中多发送给唱片公司和朋友，实际上在市面上贩售的只有五十张。到了十二月，独立厂牌凶猛熊猫签下了酷玩乐团。1999年二月，酷玩乐团以四天时间飞快录制了三轨的EP《兄弟姐妹》，成了他们首张正式发行的专辑作品。
历经种种考验后，1999年春季酷玩乐团与帕洛风唱片签下了五张专辑的唱片合约。完成在格拉斯顿伯里音乐季的首次登台演出后，酷玩乐团投身录音室录制第三张EP《藍色房間》，并于十月正式发行了五千份，其中单曲《更大更強》获英国第一广播电台的线上播放。《藍色房間》的录制过程波折不断：期间马汀曾发怒将查恩踢出乐团，随后央求他归团，马汀并因此深感愧疚而饮闷酒大醉。最终，乐团接纳了彼此，并制定新规范以维持乐团的顺利运行。酷玩乐团决定效法U2与R.E.M.等乐团实施“民主制”，由团员平分所有收入。另外，使用毒品的团员将被无条件逐出乐团
。

### 《降落傘》專輯時期（1999年–2001年）
1999年3月，酷玩樂團投入首張專輯的製作工作，由肯·尼爾森擔任製作人，於洛克費德錄音室展開。期間他們也參與了NME巡迴演唱會的演出，表現可圈可點、頗有後起之秀的氣勢。在接連發行了三張榜上無名的EP後，2000年3月，酷玩樂團終於以《颤抖》單曲首度以第35名之姿打入英國單曲排行榜。2000年6月成了酷玩樂團的轉捩點：他們開始領銜巡演，其中包括在格拉斯頓伯里音樂季的表演。酷玩樂團同時發行了突破性的單曲《黃色》，並以此曲獲英國單曲排行榜第四名佳績，樂團知名度亦因而驟增。
2000年7月，酷玩樂團發行了他們首張正式專輯《降落傘》，佔據了英國專輯排行榜的冠軍寶座，歌曲《黃色》和《麻烦》則大獲英美電台的青睞。帕洛風唱片原估計《降落傘》的銷售量為40萬，但到了聖誕節，光是英國便賣出了160萬張專輯。2000年9月，《降落傘》獲得水星音樂獎提名。
在歐洲市場取得成功後，酷玩樂團將目標轉移至北美，於2000年9月在當地發行《降落傘》專輯。2001年初，酷玩樂團以加拿大溫哥華的一場表演為起點，開始了一連串於美國俱樂部的巡迴演出，並現身於週末夜現場、柯南·歐布萊恩深夜秀、大衛深夜秀等節目。儘管《降落傘》在美國只引起了短暫的熱潮，該專輯仍擁有雙白金唱片的銷售量。《降落傘》佳評如潮，並隨後榮獲2002年葛萊美獎最佳非主流音樂專輯獎。

### 《玩過頭》專輯時期（2001年10月到2004年中期）
酷玩樂隊於2001年10月返回錄音室開始著手第二張專輯的錄製，並且再次由Ken Nelson擔任製作人。 《玩過頭》於2002年8月份發行。專輯中湧現出了多首廣受歡迎的歌曲，尤其是《我這裡》、《时钟》以及敘事情歌《The Scientist》。 
從2002年6月一直到2003年9月，酷玩樂隊一直忙於“心血来潮巡回演唱会”。他們遊歷了五大洲，包括有他們參與的“格拉斯頓伯里音樂節”“維珍音樂節”以及“Rock Werchter音樂節”。許多演出都有著炫目的燈光效果以及個性化的屏幕，令人聯想到U2的“晉級巡演（Elevation Tour）”。在其後加長巡演中，酷玩樂隊在悉尼的Hordern Pavilion錄製了一張現場的DVD以及CD：《Live 2003》。 
2003年12月，他們被《滾石》雜誌讀者票選為年度最佳藝人以及年度最佳樂隊。與此同時，酷玩樂隊演繹了“偽裝者（The Pretenders）”1983年的打榜歌曲《2000英里》，並將其放在官網上供樂迷下載。這首歌成為了當年的英國下載數量之冠，並且所獲收益全部捐獻給未來森林組織（Future Forests）以及停止手槍暴力組織（Stop Handgun Violence）的運作。 《玩過頭》在2003年“格萊美奖”中贏得了最佳另類音樂專輯獎。而在2004年的格萊美中，樂隊憑藉《時鐘》贏得了年度最佳錄音獎。

### 《XY密碼》專輯時期（2004年中期-2006年）
2004年的大部分時間裡，酷玩樂隊都遠離聚光燈，去旅行休息，同時錄製他們的第三張專輯。這張專輯受到了其它許多音樂的影響，貝斯手蓋·貝瑞曼說：“我們在製作（《XY密碼》）的前期聽了許多不同的題材，從布萊恩·伊諾、平克·弗洛伊德，到趕時髦、凱特·布什和發電廠樂團。還有U2也有。”5月，克里斯·馬丁和他的妻子，女演員格温妮丝·帕特罗，慶祝其出生的女兒命名為蘋果（Apple）。 
《X&Y》於2005年6月在英國和歐洲發行。延遲發行日期把專輯推到了下一個財年，實際上造成了百代的股票下跌。它是2005年最暢銷的專輯之一，在全球銷量達830萬張。第一首單曲《聲速》，4月18日其專屬的電台和在線商店向公眾開放，5月23日開始發行CD唱片。專輯在全球30個國家都佔據了銷售排行榜首位，並且是英國歷史上第三暢銷的專輯。那年還有兩首單曲：9月發行《修補你的心》，12月發行《Talk》。後者被指旋律與1981年德國合成器流行樂發電廠樂隊的《Computer Love》的旋律雷同，這首歌在04年曾被挪威吉他手Erik Wollo重新演繹過。儘管在商業上取得成功，評論上卻不如之前的作品。酷玩與U2之間的比較越來越頻繁。馬丁後來透露說負面的評論讓他感到“被解放了”。 
2005年6月至2006年7月，酷玩樂隊進行著他們的“扭曲邏輯巡迴演唱會”，包括Coachella音樂節、威特島音樂節音樂節、格拉斯頓伯里和ACL音樂節等等。 2005年6月，樂隊出現在海德公園的Live 8現場，與Richard Ashcroft一起演奏神韻合唱團的《Bitter Sweet Symphony》。 9月，酷玩為War Child組織的慈善專輯《Help: A Day In The Life》錄製了新版的《How You See the World》，並重新填寫了歌詞。 2006年2月，樂隊贏得全英音樂獎最佳專輯獎和最佳單曲獎。

### 《玩酷人生》專輯時期（2006年-2009年）
2006年10月，酷玩樂團與製作人布萊恩·伊諾合作，著手創作他們的第四張錄音室專輯《玩酷人生》。在2007年初錄音期間，樂團也在拉丁美洲做巡迴演出，足跡遍佈智利、阿根廷、巴西及墨西哥，並在當地教堂等處進行錄音。因此，樂團曾對此表示《玩酷人生》或多或少受到了拉丁文化的影響。結束巡迴演出後，酷玩樂團又花了幾年的時間完成了專輯。
馬丁曾形容《玩酷人生》是酷玩樂團的新方向：自前三張他們稱之為「三部曲」的專輯的轉變。他表示在此專輯中，他將減少使用假音演唱，優先以較低音域進行演繹。專輯中的某些歌曲，例如〈紫罗兰盛放的山丘〉，加入了失真扭曲的吉他即興重複演奏及藍調式低音。《紫羅蘭丘陵》是第一首單曲，於2008年4月29日在電台首播。首播之後，從中午12時15分（格林威治標準時間）開始一周之內，這首歌都可以從官網上自由下載,下載次數達到200萬次），直到5月6日單曲開始銷售。 《紫羅蘭丘陵》進入了英國前10名，美國前40名（在熱門當代搖滾歌曲榜上進入前10），並在世界其它地區取得優異成績。主打歌《生命万岁》還發布了專門的iTunes頁面。這是樂隊的第一支在公告牌榜單上拿到第一名的歌曲，也是他們的第一支全英第一名的歌曲。這還僅僅是憑藉下載銷售的成績。2008年6月15日，《玩酷人生》在英國專輯排行榜上登頂，儘管只是剛剛發行了三天。當時專輯已銷售302,000張；BBC稱其為“英國歷史上銷售最快的專輯之一”。到6月底，專輯又創造了下載量的新紀錄。 2008年10月，《玩酷人生》在倫敦格羅維納酒店贏得Q音樂獎最佳專輯獎和當今最佳藝人獎。 乐队随后在2008年11月21日推出了新的EP《进行曲》。该EP继承了《玩酷人生》的风格并且又有所不同，可以看作是《玩酷人生》的一个延续。单曲《再续鲜艳人生》则在2009年2月9日推出。
2008年6月16日，酷玩樂隊在布里克斯頓學院舉行了一場免費的音樂會，以此開始了他們的玩酷人生巡演活動。緊接著兩天后是在BBC（英國廣播公司）電視中心45分鐘的現場直播表演。《迷茫》成为专辑中第三支单曲，并且与Jay-Z合作了一个新版本。 10月16日接受BBC Radio 1的Zane Lowe采访时，马丁暗示说会2009年会在 Hertfordshire 的 Knebworth House 举办一场演唱会。2009年3月14日，乐队在悉尼板球場为Sound Relief进行一场开放的表演，同晚的演唱会门票销售一空。Sound Relief 是纪念在黑色星期五大火中的受难者的公益演出。同时出场的还有Eskimo Joe, Hoodoo Gurus, Icehouse, Josh Pyke, Little Birdy, The Presets, Wolfmother, You Am I 及其他歌手。
2009年1月20日，酷玩乐队获得4项全英音乐奖提名：英国最佳团体、英国最佳现场表现奖、英国最佳单曲（《活在當下》）、英国最佳专辑（《玩酷人生》）。在2月8日的第51届格莱美奖上，酷玩乐队获得三项大奖，分别为年度歌曲（《活在當下》）、最佳摇滚专辑（《玩酷人生》）、最佳组合演唱（《活在當下》）。
2009年5月1日，乐队在官方网站上宣布他们将会发行一张现场版迷你CD，名叫"左右左右左"，内容来自玩酷人生巡迴演唱會。从5月15日起，专辑可以从官方网站上免费下载得到。9支歌曲来自巡演中的各场演唱会。
2009年6月20及21日，乐队宣布将把在 温哥华不列颠哥伦比亚大学 的演唱会拍摄成录像，这也是巡演中唯一场记录下来的演唱会。

### 《彩繪人生》專輯時期（2009年-2013年）
2009年底開始，酷玩樂團開始製作第五張專輯。2010年12月1日發行聖誕單曲“聖誕燈飾”，獲得好評。在2011年中,樂團向公眾宣布已經錄製完新專輯。當馬丁和查恩被英國廣播公司電台採訪時，被詢問到這張專輯的抒情主題時，馬丁回答說：“這是關於愛情，成癮，強迫症，逃避和為你不喜歡的人工作。”
在2011年1月13日接受記者採訪時，樂團提及兩首新歌樂團被列入在第五張專輯，分別是《中國公主》和《每滴眼淚都是瀑布》。在2月份的採訪中，帕洛風唱片公司總裁萬里倫納德告訴HitQuarters樂隊仍然在錄音室為第五張專輯工作，他預計專輯的最終版本會在2011年的秋季出現。
2011年6月3日,樂團發行首發單曲《每滴眼淚都是瀑布》，獲得廣泛好評。2011年8月12日，樂團宣布他們新專輯的名稱將會是彩繪人生（Mylo Xyloto）。2011年9月12日樂隊發行了彩繪人生第二支的單曲《天堂》。 2011年9月23日，酷玩樂隊的彩繪人生巡迴演唱會門票正式銷售,門票需求非常高，大部分場次在十分短的時間即告售罄。
2011年10月24日，他們的第五張專輯《彩繪人生》正式發行。和之前的專輯一樣，一發行就登上英國專輯排行榜第一位。 在英國，這張專輯於其上市三天內就銷量超過122,000張。第一個禮拜銷量達到208,000張。這是樂隊第五張銷量排名第一的專輯，也是2011年首個禮拜銷量排名第二的專輯，僅此於Lady Gaga的Born This Way。酷玩樂隊也是繼披頭士樂隊和綠洲樂隊之後，第三個其頭五張專輯均一上市便登上銷量首位的英國樂隊。專輯下載量達到83,000次，是首張在一個禮拜內下載量超過80,000次的專輯，超過了之前接招合唱團的Progress所創下的紀錄。在發行之後第二個禮拜，其銷量排名滑至第二位，銷售出67,132張。截止到2011年12月，這張專輯在英國銷量達到702,426張。
《彩繪人生》亦是一張概念專輯，其曲目的編排就是一個完整的故事。據馬汀表示，這張專輯"改編自一個具有美好結尾的愛情故事" ，故事的兩個主角（Mylo和Xyloto）生活在壓迫、反烏托邦、都市環境之中，兩人相遇並愛上彼此。這張專輯的靈感來自於「美國一些舊學校的塗鴉」和「白玫瑰運動」。馬汀也表示這張專輯受到了HBO的電視劇火線的影響。酷玩樂隊曾多次表示他們的新專輯能比在2008年發行的《玩酷人生》「更具音樂性」和「更讓人感到親切」。
樂團亦成為2012年夏季帕拉林匹克運動會閉幕典禮的主要表演團體,他們在閉幕典禮與蕾哈娜和Jay-Z共同表演樂團歷年精選及《彩繪人生》歌曲,包括《活在當下》、《天堂》、《科學家》和《黃色》等等,亦在表演中和蕾哈娜,Jay-Z表演《中國公主》、《找到愛》、《天堂》和《主宰這座城市》。
2012年11月23日，樂隊發行了一張現場的DVD以及CD:《Live 2012》，《Live 2012》收錄了彩繪人生巡迴演唱會中的歌曲，這張專輯也是酷玩樂隊自《Live 2003》和《左右左右左》之後第三張演唱會專輯。在2013年8月9日，酷玩樂隊宣布他們為飢餓遊戲：星火燎原創作的新曲，“輿圖”，打破他們出道以來，一直不會主動為電影原聲帶配樂的慣例。

### 《鬼故事》專輯時期（2014年-2015年）
2014年2月25日，酷玩乐队释出新单曲《午夜》。
2014年3月上旬，乐队确认于2014年5月19日发布第6张专辑《鬼故事》。
2014年4月25日，乐队于德国科隆开启“鬼故事巡演”。
此外，酷玩于2014年3月21日在美国洛杉矶举行专辑首唱会并将全程录像作为DVD发售。

### 《夢過頭》專輯時期（2015年-2018年）
酷玩乐队于2015年12月4日发行第7张专辑《梦过头》。2016年2月7日，酷玩乐队与碧昂丝和布鲁诺马斯共同作为第50届超级杯中场秀的表演嘉宾进行了表演。乐队并于2016年3月31日在阿根廷开启“梦过头巡演”2017年2月22日與老菸槍雙人組合作單曲〈Something Just Like This〉。

### 《伟大日常》專輯時期（2019年-2021年）
2019年11月22日，酷玩乐队发行第8张专辑《伟大日常》。因出于环保考虑，没有进行巡演。

### 《星际漫游》專輯時期（2021年-2024年）
2021年10月15日，酷玩乐队的第九张专辑《星际漫游》正式对外发行。首支单曲《更高的效率》于2021年5月7日发行。2021年10月15日，该专辑正式发行。

### 《月球漫游》專輯時期（2024年-）
2024年10月4日，酷玩乐队发行第十张专辑《月球漫游》。首支单曲《仿佛坠入爱河》于2024年6月21日先行发行，第二支单曲《我们祈祷》于2024年8月8日发行。

## 音樂作品
- 降落傘 (2000)
- 玩過頭 (2002)
- XY密碼 (2005)
- 玩酷人生 (2008)
- 彩繪人生 (2011)
- 鬼故事 (2014)
- 夢過頭 (2015)
- 偉大日常 (2019)
- 星際漫遊 (2021)
- 月球漫游(2024)

## 外部連結
- （英文） 酷玩樂團官方網站 （页面存档备份，存于）
- （中文） 台灣官方網站
- （英文） 酷玩樂團的Facebook專頁
- （英文） 酷玩樂團的X（前Twitter）
- （英文） 酷玩樂團的MySpace （页面存档备份，存于）